# Stella Rimington
Dame Stella Rimington DCB (Londres, 13 de maio de 1935 – 3 de agosto de 2025) foi uma escritora britânica e diretora geral do MI5, cargo que ocupou de 1992 a 1996. Ela foi a primeira DG feminina do MI5 e a primeira DG cujo nome foi divulgado. Em 1993, Rimington tornou-se a primeira DG do MI5 a posar abertamente para câmeras no lançamento de um folheto descrevendo as atividades da organização.

## Biografia
Rimington nasceu Stella Whitehouse no sul de Londres, Inglaterra; sua família mudou-se de South Norwood para Essex em 1939, devido ao perigo de viver em Londres durante a Segunda Guerra Mundial. Seu pai conseguiu um emprego como desenhista-chefe em uma siderúrgica em Barrow-in-Furness em Cumbria, e a família mudou-se para lá e ela foi educada na Croslands Convent School depois de passar algum tempo em Wallasey. Ela passou o último verão do ensino médio trabalhando como au pair em Paris, antes de se matricular na Universidade de Edimburgo em 1954 para estudar inglês. Por acaso, ela encontrou seu futuro marido, John Rimington, que ela conhecia de Nottingham.
Concluindo sua graduação em 1958, ela estudou administração de arquivos na Universidade de Liverpool.

## MI5
Entre 1969 e 1990, Rimington trabalhou em todos os três ramos do Serviço de Segurança: contraespionagem, contra subversão e contraterrorismo. Após a greve dos operadores de computadores do Departamento de Saúde e Previdência Social de 1979, Rimington tornou-se diretora assistente do Grupo Interdepartamental sobre Subversão na Vida Pública para identificar e limitar as ações de subversivos no serviço público.

### Condecoração
Rimington saiu do MI5 em 1996. Ela recebeu a Ordem do Banho como Dame Commander of the Order of the Bath - DCB (Dama Comendadora da Ordem do Banho) nas honras de ano novo de 1995 para 1996.

## Morte
Rimington morreu no dia 3 de agosto de 2025, aos 90 anos.

## Obras

### Autobiografia
- Open Secret: The Autobiography of the Former Director-General of MI5 (2001)

### Série Liz Carlyle
- At Risk (2004) Em Risco (Record, 2010)
- Secret Asset (2006) Patrimônio Secreto (Record, 2010)
- Illegal Action (2007) Ação Ilegal (Record, 2011)
- Dead Line (2008) Prazo Final (Record, 2013)
- Present Danger (2009)
- Rip Tide (2011)
- The Geneva Trap (2012)
- Close Call (2014)
- Breaking Cover (2016)
- The Moscow Sleepers (2018)